# M72輕型反裝甲武器
M72 LAW（輕型反坦克武器Light Anti-Tank Weapon、或稱輕型反裝甲武器Light Anti-Armor Weapon），簡稱LAW或LAWS（輕型反坦克武器系統）是一種由美国黑森東方公司於1958年開始研制的66公厘拋棄式火箭筒，當時設計者為Paul V. Choate、Charles B. Weeks以及Frank A. Spinale et al，2007年該公司被挪威的納莫公司收購，目前LAW系列同時在美國與挪威量產。
該武器于1958年開始研發，在1963年初被美國陸軍及海軍陸戰隊採用，並取代M31反坦克槍榴彈和M20A1超級巴祖卡，成為主要的單兵反坦克武器。
在1980年代早期，美國軍方原本有意以FGR-17 Viper取代M72，但FGR-17火箭在測試時的意外事故偏高，且最後與國外同級產品評比性能平庸，美國陸軍因而取消FGR-17反甲火箭開發計畫，而採購瑞典研製的AT4反坦克火箭筒，並與當時服役的M72A3反甲火箭筒混編運用。同時期與M72反裝甲火箭結構近似的武器有瑞典製造的Pskott m/68（Miniman），與法國所生產的SARPAC。

## 歷史

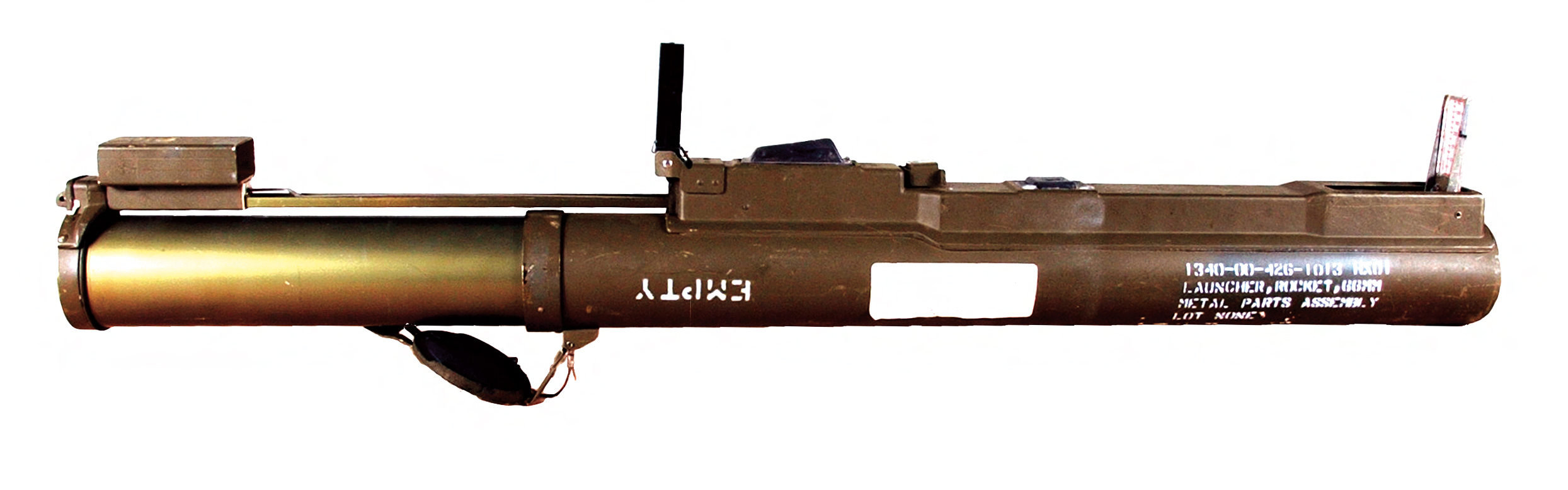
M72完全展開後的狀態

二戰期間，新坦克戰術的運用使得一般的步兵更難以抗衡，於是產生了反坦克槍，復又因坦克厚度不斷增加，於是需要更強力的武器，美國在二戰大量使用巴祖卡火箭筒，並繼續於韓戰中使用。
但巴祖卡火箭筒有其缺點：巨大、笨重，且鋁合金材質的砲管容易因操作撞擊而損壞。不但如此，它也需要兩位經過訓練，且十分細心的士兵進行有效的操作。與此同時，德國於二戰中所發展類似於巴祖卡火箭筒的鐵拳系列反裝甲武器則沒有這些缺點。這些僅可單次射擊的鐵拳反坦克火箭不但生產價格較為便宜，更不需要對操作的士兵進行特別的訓練，因此鐵拳反坦克火箭可常規性的配發於德國民兵部隊（Volkssturm）使用。M72則同時承襲了巴祖卡火箭筒與鐵拳火箭的優點，以發展一種輕巧、便宜並可以廣泛使用於各種狀況下的單次使用迷你型巴祖卡火箭筒做為設計原則。

## 介紹

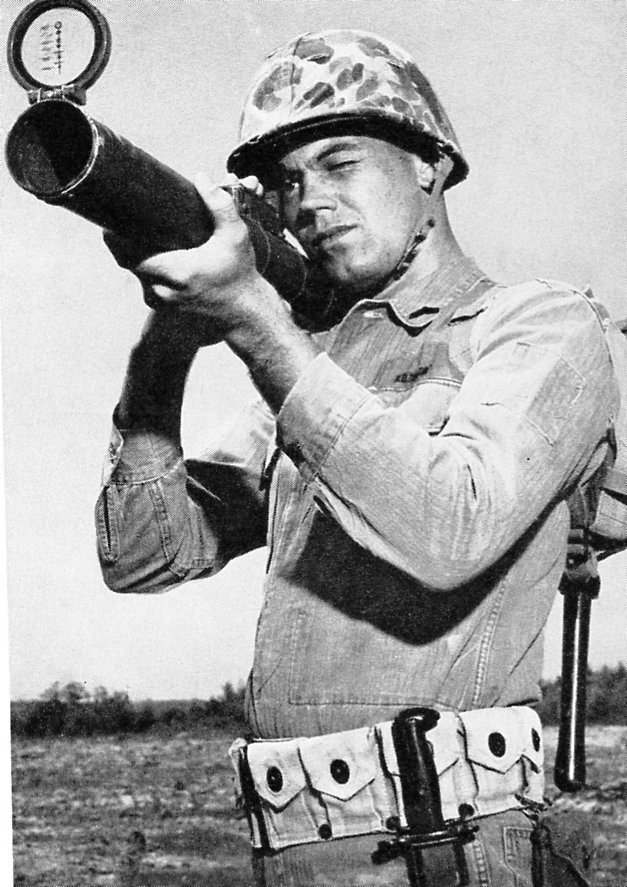
LAW的1961年原型

M72反裝甲武器由一個兩截式的玻璃纖維材質筒狀發射管，及裝置於其中的一枚火箭所組成。當系統尚未展開的時候，其外殼即為其水密組件，保護其中易受潮的火箭。板機、握把跟前後覘孔、後筒蓋也均安裝於外套管之上。內套管的部分則包括了撞針組件。展開時，內套管沿外套管上緣，板機組件處的溝槽向後伸張，並與外套管上的板機相互鎖定。一旦發射管進入備便狀態後，就算將內套管收回原本之位置，M72也無法繼續維持其原本的水密狀態。
M72於備便狀態下發射時，位於內管後方的撞針組件即觸動點火器，引燃彈頭後方推進火箭。推進火箭在離開發射管前即燃燒完畢，並在管內產生高熱（1,400℉/760℃）空氣。在推進彈頭離開發射器的時候，其火箭推進器並不會產生明顯之後座力。當火箭彈離開發射管之後，火箭後方的六個尾翼即同時張開，用以穩定火箭彈之飛行軌跡。
早期的火箭彈戰鬥部系由M31反坦克槍榴彈發展而來，採用一種簡單，但卻極端可靠且安全的壓電效應保險系統。此保險系統的作用原理為透過撞擊目標使其前方所放置的礦物結晶產生即短暫的電流，用以啟動彈頭。一旦彈頭啟動之後，位於彈頭底部的推進藥即被引燃，並引爆主要裝藥。主裝藥所產生的強大推進力強迫彈頭內的銅質襯墊形成定向性的物質噴流。此噴流的強度取決於彈頭之大小，並可穿透相當厚度之裝甲。同時，一組位於底火處的機械保險亦確保彈頭在離開發射管維持於接地狀態，無法啟動。一旦彈頭進入加速狀態，此保險即不再維持接地，並正式啟動位於彈頭前方的撞擊引信，等待爆炸。

## 彈藥

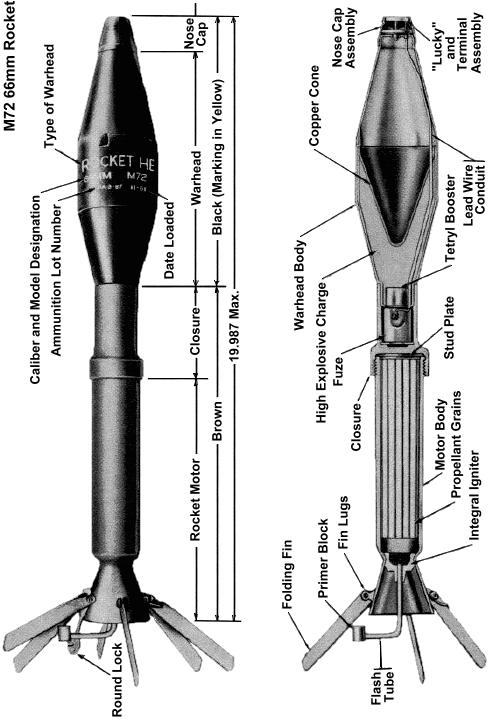
M72所使用之火箭彈

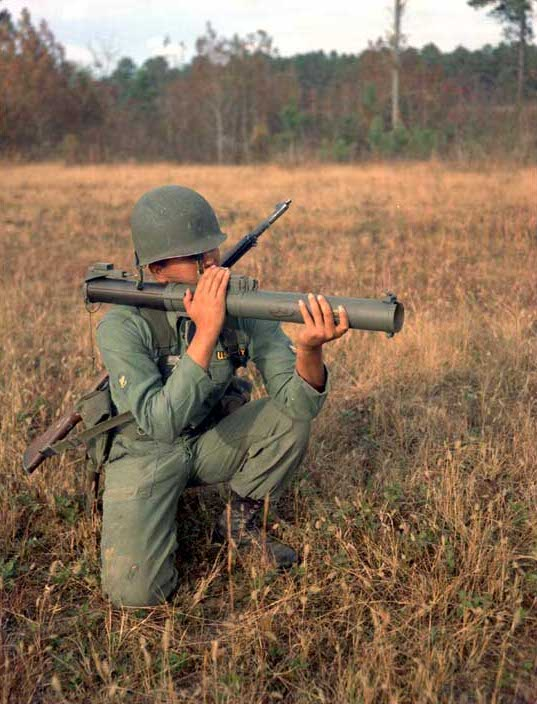
在20世紀60年代於佐治亞州本寧堡的M72示範演習。

M72使用預裝式火箭彈，M72A2靠著單一設計改良了發射器。一般最常見的M72A2為發射筒內預裝點火器與一枚66公厘成形裝藥彈頭火箭的配置，M72的初期版本廠商將M31反坦克槍榴彈直接移植使用，故初期型的穿甲性能與M31鎗榴彈相同。根據1977年時的官方資料，標準的M72A2反裝甲彈頭具有貫穿20公分車輛裝甲，60公分強化混凝土，或是1.8公尺厚土壤的能力。但是從M72A2以後的版本，藉由更改成形裝藥之銅罩設計，在相同的彈藥尺寸下穿甲深度獲得改善，至M72A3時，使用改良銅罩後穿甲深度達30公分。
至M72A4時修改了彈頭構型，使成形裝藥產生的金屬噴流可以製造35公分以上穿甲深度之效果。
除了作戰用版本之外，M72亦有專門用於訓練用的版本，稱為M190。此型號不但可重新裝填使用，並使用35毫米M73訓練用火箭彈。另外這種訓練用縮射彈亦有曳光彈種的存在。芬蘭陸軍亦有一型訓練用發射器使用7.62公厘曳光彈的。
除了M72所使用的66公厘口徑彈頭外，美國陸軍也測試過其他相同口徑，自M54火箭改良而成的火箭系統。M74 TPA （Thickened Pyrophoric Agent）彈頭內填裝極為易燃的縱火劑，曾經被使用於M202A1閃焰四管發射器之上。XM96 RCR則是裝置有催淚瓦斯彈頭，配合XM191型發射器做為鎮暴使用。
美軍在戰鬥中一旦發射完M72，就必須將發射器銷毀，以免為敵方所使用。由於它的單一發射特性，在加拿大與美國陸軍之中，M72就如同小口徑彈藥一般，是一種配發後不需檢查與保養，可長期儲存的武器。

## 服役歷史

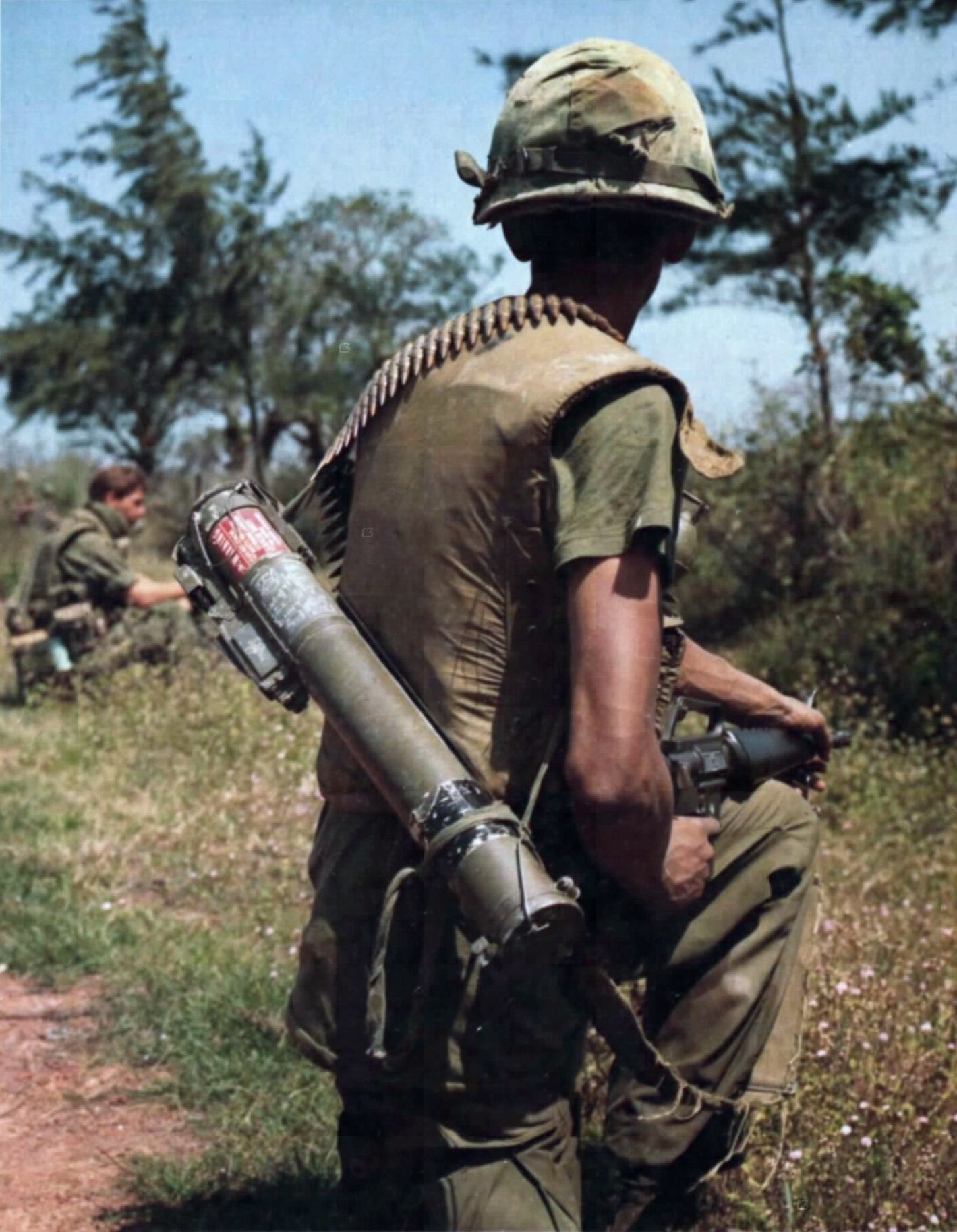
1968年M72於越南戰場

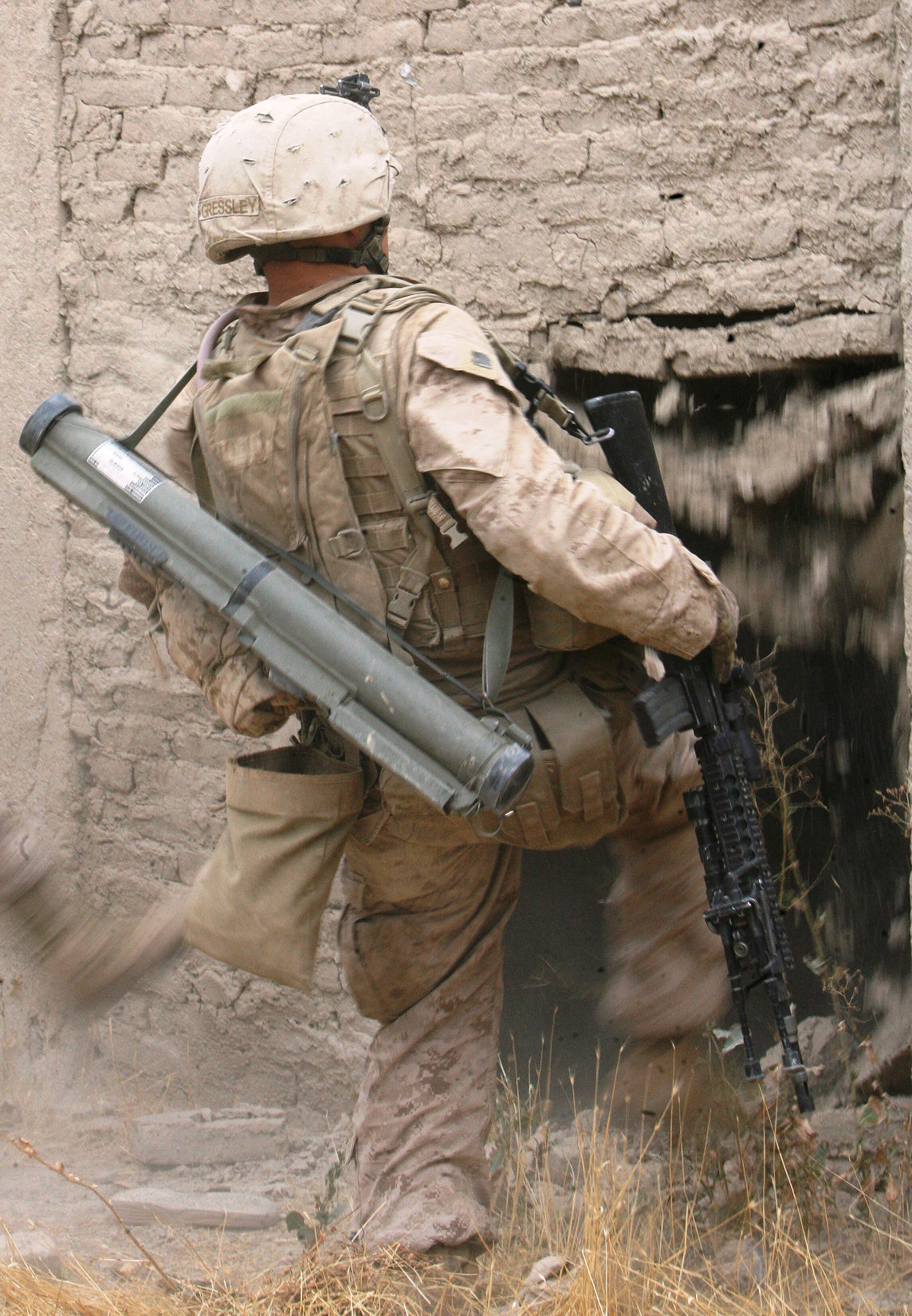
2009年12月8日美國海軍陸戰隊在阿富汗使用M72的情形

儘管M72在1970年代已難以對付配備複合裝甲的第三代坦克，美軍早於1980年代便引進更具威力的AT4取代日益老舊的M72作為單兵反坦克武器，但在2006年，美軍於伊拉克執行前進（Ongoing）行動時，在當地的城鎮和山區，重量輕的M72成為理想的城鎮戰利器，很適合應付使用40毫米彈藥火力不足，但出動AT4火箭彈或拖式反坦克導彈又過於浪費的目標。M72的重量只有AT4的一半左右，作戰時，單兵只能攜帶一支AT4，但M72卻能同時攜帶兩支。因為使用便利，價格又比AT4便宜，美國國防部在2015年與供應商簽約採購改良版的M72。

### 澳洲服役狀況
M72輕型反裝甲武器在越戰後開始服役於澳洲。現在澳洲防衛軍使用M72A6作為反建築及二線反裝甲武器。该武器被一般部队用于辅助较重的卡爾·古斯塔夫無後座力炮和FGM-148标枪导弹，也经常被火力支援部队或反装甲部队使用。

### 英國服役狀況
英國陸軍使用挪威製M72並命名為「66mm L1A1高爆反坦克火箭」，並用以取代LAW 80。其M72重新投產（年份不詳），並配備於緊急作戰需求計劃（Urgent Operational Requirement program），M72A9衍生型被設計為輕型反設施飛彈（LASM）。。

### 芬蘭服役狀況
芬蘭陸軍使用66 KES 75（M72A2已經除役）和66 KES 88（M72A5），取代55 S 55無後座力炮。

### 中華民國服役狀況
自獲得M72反裝甲武器之後，民國五十七年由聯勤44兵工廠應中華民國陸軍要求仿造，於民國六十六年完成交由陸軍測試驗收通過，後續大量配發其自行仿造的國造一式六十六公釐戰車防禦火箭彈（俗稱六六火箭彈）做為主要的單兵反裝甲武器。雖然66火箭彈對於目前主力裝甲車的殺傷力已明顯不足，但此型反裝甲火箭仍大量配發於部隊之中。本型反裝甲火箭預計由其自行開發的紅隼反裝甲火箭取代。民國一百一十一年十月二十五日，陸軍關渡地區指揮部進訓北測中心部隊，在搬運火箭彈藥時發生彈藥爆炸，造成四名士兵輕傷。

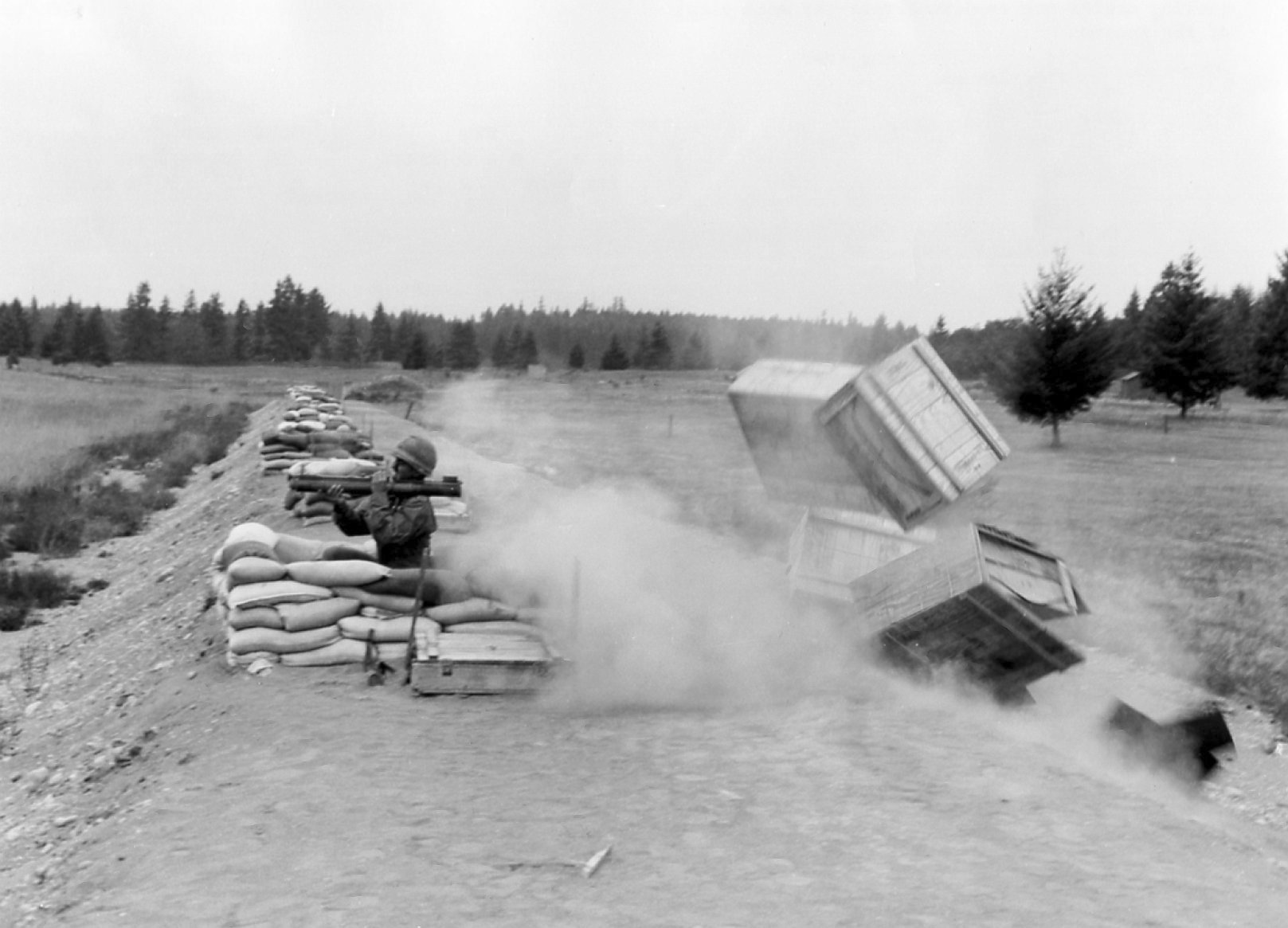
注意操作者後方的裝箱，它被用來抵消火箭筒發射的後焰。

### 土耳其服役狀況
土耳其陸軍使用由本土的機械和化學工業集團公司（Makina ve Kimya Endustrisi Kurumu）研發之HAR-66兼具M72A2、A3之性能。土耳其另外為HAR-66研發的反人員衍生型，稱為黃蜂（Eşek Arısı）。

## 軍用剩餘物資與複製品

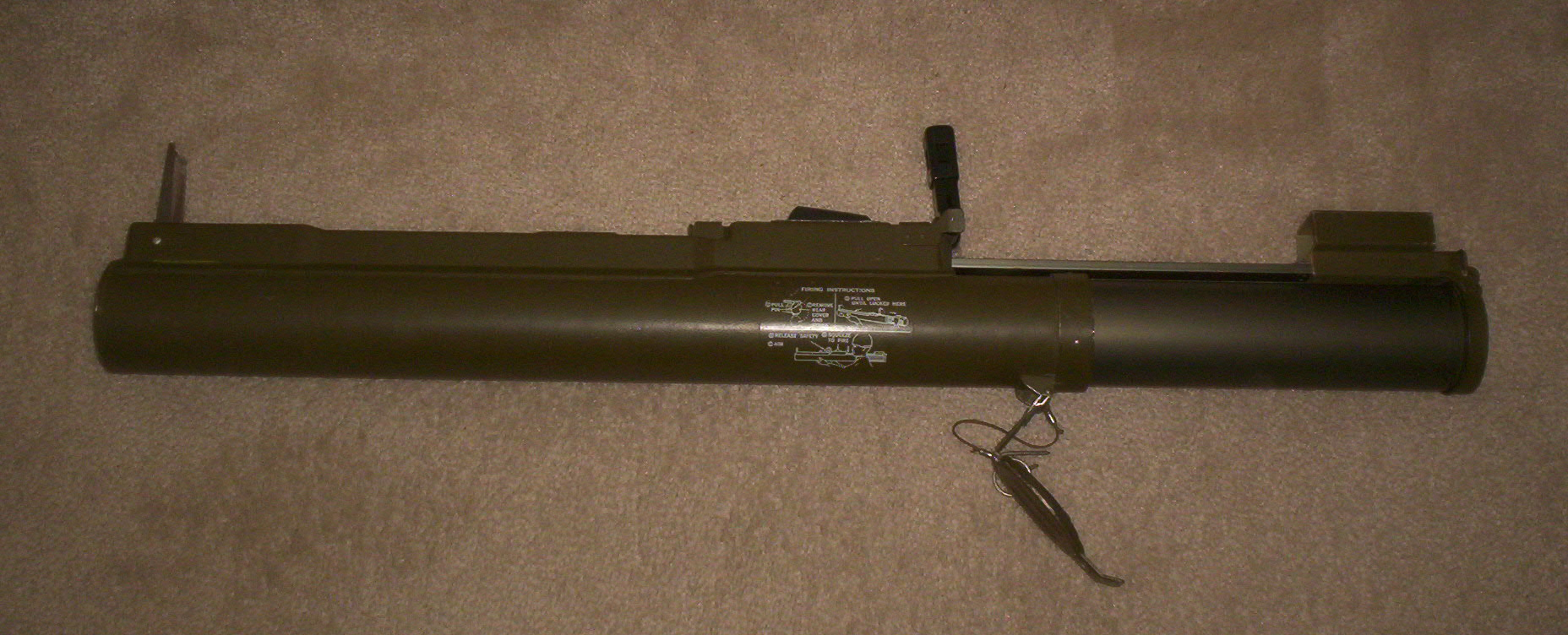
私人收藏的M72發射筒 (已失去發射功能)

已展開的M72火箭發射器常可見於美國的軍事剩餘物資與槍械展之上，並成為軍事收藏者的收藏品。
M72被仿製應用在生存遊戲上，並有可替換之金屬或塑膠發射器，所有大多數的組件及彈藥都是由Deepfire製造販售的。

## 其他版本

### 美國

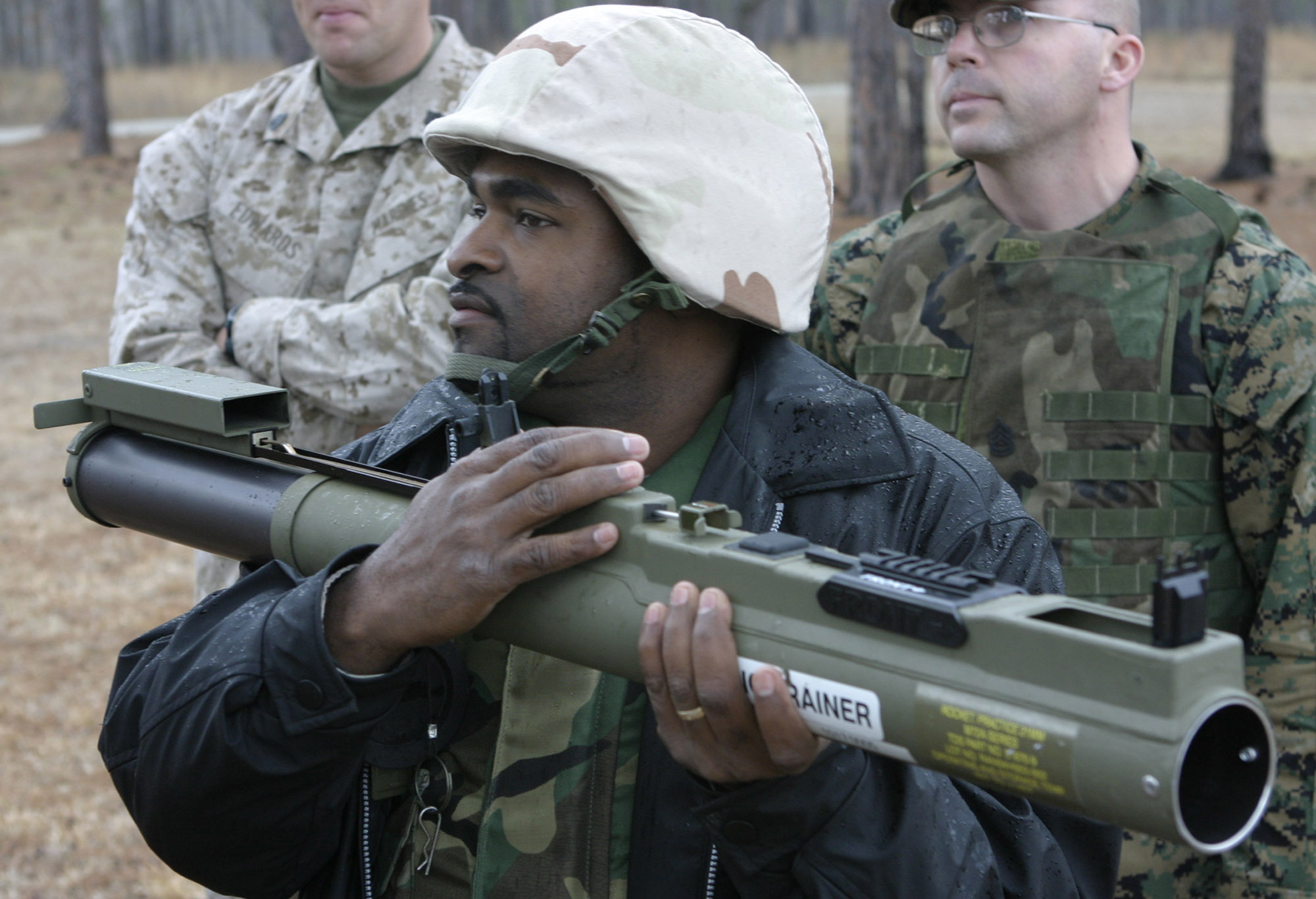
裝有皮卡汀尼導軌M72A7

| 版本   | 介紹 |
| ------ | --- |
| M72    | 66mm，一次性射後拋棄式發射器;pre-loaded w/HEAT彈頭。                                                              |
| M72A1  | 改良火箭引信。 |
| M72A2  | 改良火箭引信。 |
| M72A3  | M72A1/A2衍生型;改良擊發保險。                                                                                     |
| M72A4  | M72衍生型，火箭彈增強貫穿力，並使用改良的發射器。                                                                 |
| M72A5  | M72A3衍生型，使用改良的發射器。                                                                                   |
| M72A6  | M72衍生型， rocket w/ low penetration,改善彈頭爆炸威力;使用改良的發射器。                                         |
| M72A7  | M72A6衍生型，美國海軍的M72A6版本。                                                                                |
| M72A8  | 強化反裝甲能力。                                                                                                  |
| M72E9  | M72衍生型，提升反裝甲能力，並且使用改良過的發射器。                                                               |
| M72A10 | M72衍生型，改良發射器，並可使用高爆破片火箭彈，具有先進引信，可依據不同目標設定啟爆模式，殺傷敵方人員或摧毀工事。 |

### 他國改良版本
| 版本                                         | 國家     | 介紹                                                         |
| -------------------------------------------- | -------- | ------------------------------------------------------------ |
| 66 KES 75                                    | 芬兰     | M72A2的芬蘭改良型                                            |
| 66 KES 88                                    | 芬兰     | M72A5的芬蘭改良型                                            |
| HAR-66                                       | 土耳其   | 結合M72A2的改良火箭引信及M72A3的改良擊發保險的土耳其改良版本 |
| 66毫米L1A1高爆反坦克火箭                     | 英国     | M72的英國改良型                                              |
| 輕型反設施飛彈（LASM）                       | 英国     | M72A9的英國改良型                                            |
| 國造一式六十六公厘戰車防禦火箭彈（66火箭彈） | 中華民國 | 中華民國陸軍根據自美國所獲得的M72A2/A3自行仿造之版本         |

## 產品規格（M72A2、M72A3）

### 發射器
- 長度
  - 展開：0.89公尺
  - 收縮：0.64公尺
- 重量
  - M72A2全重：2.3公斤
  - M72A3全重：2.5公斤
- 擊發機構：撞針式

### 火箭
- 口徑：66毫米
- 長度：508毫米
- 重量：1.8公斤
- 飛行初速：145公尺/秒
- 最短距離：10公尺
- 最短有效距離：10公尺
- 最大射程：1000公尺
- 裝甲穿透厚度：200毫米[6]

### 最大有效範圍
- 固定目標：200公尺（220碼）
- 移動目標：165公尺（180碼）
- 射擊目標大於上述距離只有低於50%命中機率。

## 使用國

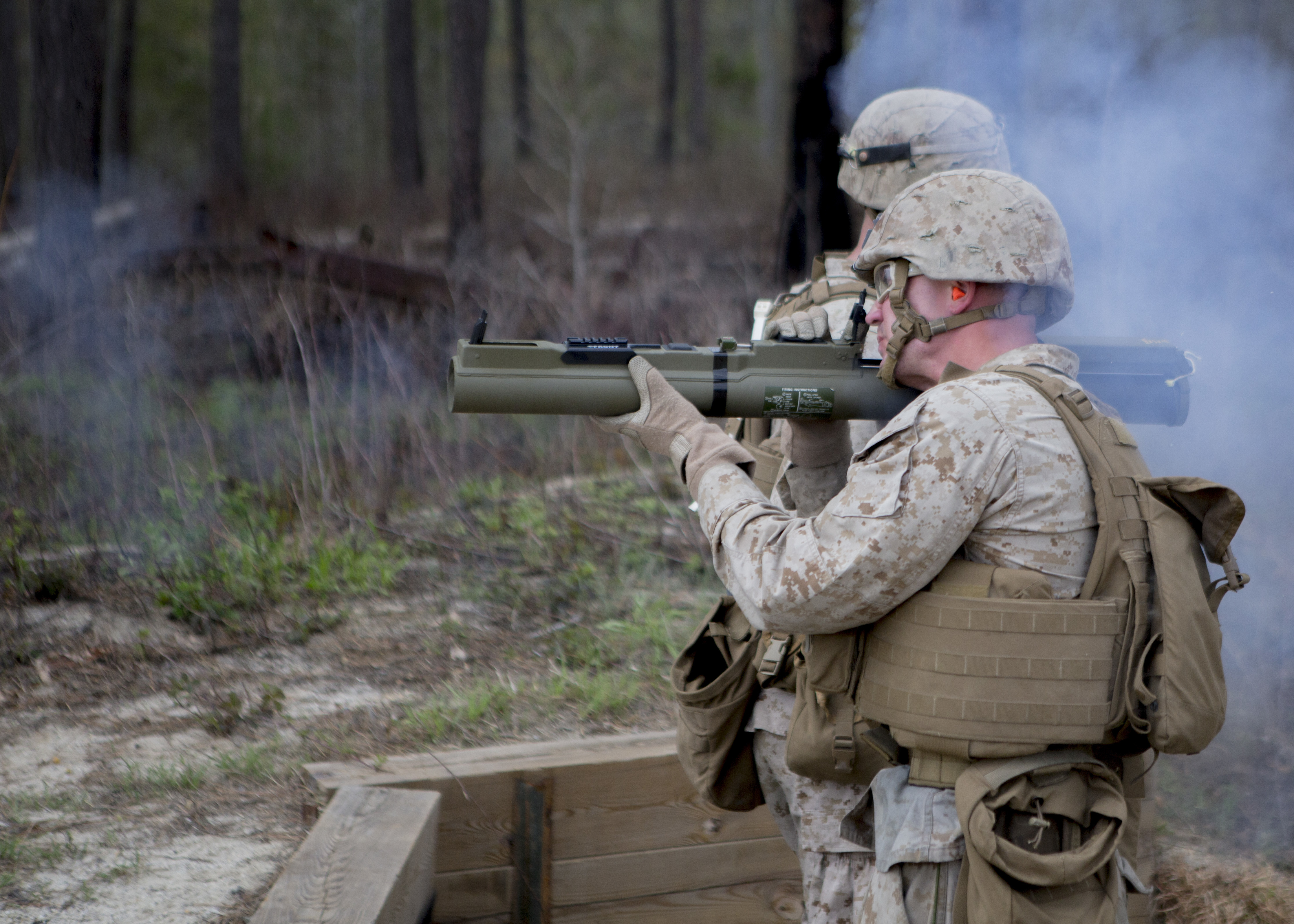
使用M72 LAW進行射擊訓練的美國海軍陸戰隊隊員（攝於2015年）

- 阿根廷
- ：M72A6衍生型。[23]
- 奥地利[23]
- 比利时[23]
- 玻利维亚
- 柬埔寨
- 加拿大[23]
- 智利：M72A3衍生型。[23]
- 哥伦比亚
- 賽普勒斯
- 丹麦
- 埃及
- 薩爾瓦多[24]
- 爱沙尼亚
- 衣索比亞
- 芬兰[23]
- 希腊
- 印度
- 印度尼西亞
- 以色列
- 義大利
- 科索沃
- 黎巴嫩
- 盧森堡[23]
- 马来西亚
- 摩洛哥[23]
- 尼泊尔
- 荷蘭[23]
- 新西兰[23]
- 尼加拉瓜
- 挪威[23]
- 巴拉圭
- 菲律賓[25]
- 葡萄牙[26]
- 羅馬尼亞
- [23]
- 越南共和国
- 西班牙：M72A3衍生型。[23]
- 中華民國[23]
- 泰國[23]
- 土耳其[23]
- 乌克兰：2022年俄羅斯入侵烏克蘭期間獲加拿大、挪威和丹麥援助。
- 英国：英國陸軍在1970年代至1990年代早期使用。[27]
- 美国[23]
- 乌拉圭
- 委內瑞拉
- 越南
- 葉門[23]

## 登場作品

### 電影
- 1982年—《第一滴血》：由美國國民警衛隊士兵用以攻擊約翰·藍波（席維斯·史特龍飾演）藏身的據點。
- 1985年—《第一滴血續集》：由約翰·藍波（席維斯·史特龍飾演）用以破壞蘇聯武裝直升機，奇怪地扣動扳機的鏡頭重用自藍波發射RPG-7的畫面。
- 1985年—《入侵美國》：麥特·韓特（查克·羅禮士飾演）最後用其殺死恐怖份子領導。
- 1986年—《前進高棉》：由克里斯·泰勒二等兵（查理·辛飾演）和羅伯特·巴恩斯上士（湯姆·貝林傑飾演）所使用。
- 1987年—《金甲部隊》：由美國海軍陸戰隊隊員所使用。
- 1989年—《英雄本色III夕陽之歌》：由越南共和國軍士兵所使用。
- 1991年—《魔鬼終結者2：審判日》：僅出現在軍火庫當中，沒被使用。
- 1992年—：由Johnny Wong的手下所使用。
- 1993年—：由主角威廉·福斯特（麥克·道格拉斯飾演）破壞起重機時所使用，奇怪地其彈藥被描繪為具導向功能。
- 1997年—《情義之西西里島》周朝先逃亡時使用的武器
- 2001年—：由美國陸軍第75遊騎兵團的隊員所使用。
- 2003年—《烈日風暴》：由多名美國海豹部隊成員所使用。
- 2008年—《熱帶驚雷》：為扮演越戰美軍士兵的演員們拍攝電影用的道具。
- 2012年—《海豹神兵：英勇行動》：由美國海豹突擊隊隊員所使用。
- 2016年—《湄公河行動》
- 2019年—《魔鬼終結者：黑暗宿命》莎拉·康納 Sarah Connor 所使用

### 電視劇
- 《24》第七季
- 《CSI犯罪現場：邁阿密》第五季
- 《極限權利》

### 電子遊戲
- 2002年—《Soldat》：命名為「M72 LAW」，附屬武器。
- 2003年—《俠盜獵車手III》：命名為「火箭發射器」。
- 2004年—
- 2004年—：只於刪除片段中登場，大部份由遊戲中的NPC所使用。玩家角色使用時具有在發射後立刻轉換武器再換回就可再次使用的BUG，可連續以該BUG達到無限次使用的效果。
- 2005年—《真實計劃》
- 2005年—《俠盜獵車手：罪惡都市傳奇》
- 2008年—
- 2009年—《越共2（英语：Vietcong 2）》
- 2010年—
- 2010年—：命名為“M72 LAW”，戰役模式中由美國海軍陸戰隊所使用，聯機模式時於等級1解鎖。
- 2012年—《3》
- 2015年—《戰術小隊》：型號為M72A7，由美國陸軍和英國陸軍所使用。

### 動畫
- 2006年—《零之使魔》：為“場合錯誤的工藝品”之一，命名為“破壞之杖”，一共有兩枝。原由拯救歐斯曼的士兵所持有，未使用的那枝後來也由主角平賀才人所使用。

## 相關資料
- 火箭推進榴彈
- 肩射多用途攻擊武器
- M141反碉堡彈藥
- List of U.S. Army Rocket Launchers By Model Number

### 相似武器
- AT4
- RPG-18 / RPG-22
- RPG-76
- M80 "Zolja"

## 外部連結
- FAS （页面存档备份，存于）
- Gary's U.S. Infantry Weapons Reference Guide （页面存档备份，存于）
- Article on the reintroduction of the LAW in Iraq by the USMC （页面存档备份，存于）
- Canadian Military Page On the M72
- Patent for sights of M 72 Patented by Paul V. Choate of Milton, MA. （页面存档备份，存于）
- Patented by Paul V. Choate of Milton, MA.
- 1960s US Army M72 Training film （页面存档备份，存于）
- （中文）—槍炮世界—M72 LAW （页面存档备份，存于）